# 海姆巴赫河
50°03′14″N 9°09′36″E / 50.05385°N 9.15988°E

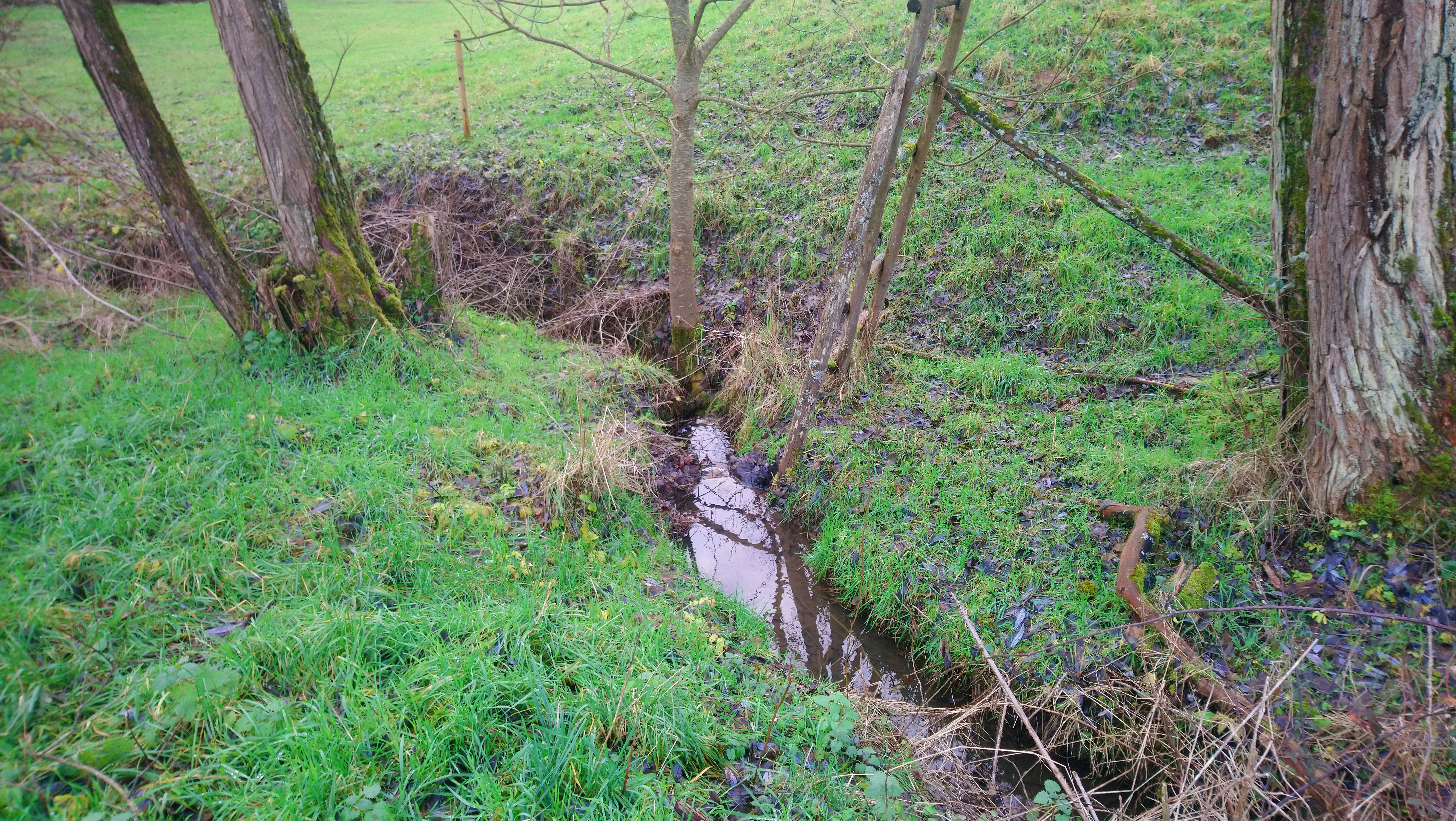
海姆巴赫河

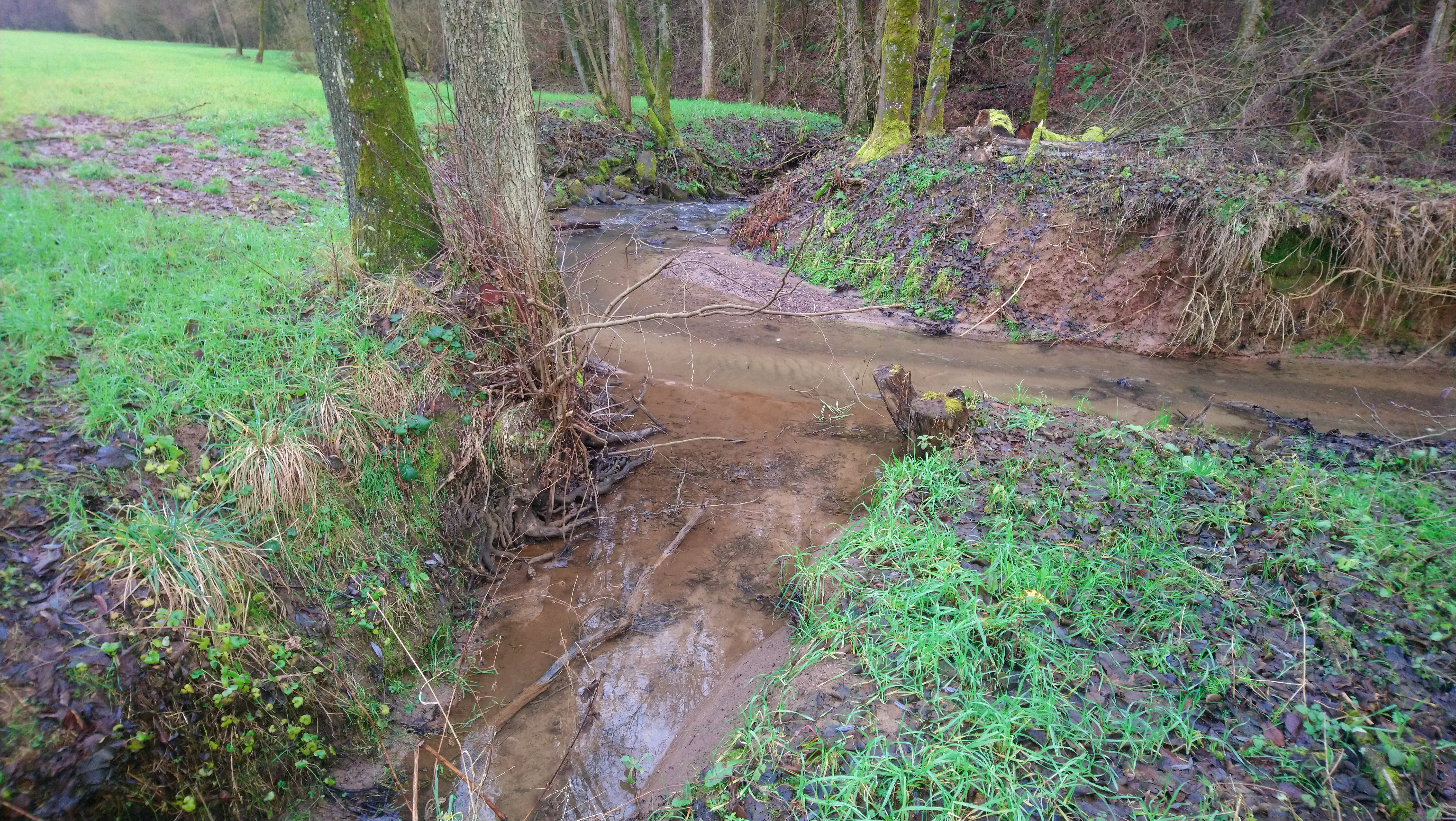
海姆巴赫河

海姆巴赫河（德語：Heimbach），是德國的河流，位於該國東南部，由巴伐利亞負責管轄，屬於賴興巴赫河的左支流，河道全長0.6公里，流域面積0.6平方公里。